# Bebrina
Bebrina je općina u Hrvatskoj. Nalazi se u Brodsko-posavskoj županiji.

## Zemljopis
Općina Bebrina nalazi se 20 km jugozapadno od Slavonskog Broda.

## Stanovništvo
Po popisu stanovništva iz 2021. godine, općina Bebrina imala je 2817 stanovnika:
- Banovci – 340
- Bebrina – 372
- Dubočac – 179
- Kaniža – 704
- Stupnički Kuti – 331
- Šumeće – 529
- Zbjeg – 362

| broj stanovnika | 4246  | 4239  | 3662  | 3966  | 3918  | 4854  | 4573  | 4857  | 4952  | 4845  | 4532  | 3998  | 3469  | 3464  | 3541  | 3252  | 2817  |
|                 | 1857. | 1869. | 1880. | 1890. | 1900. | 1910. | 1921. | 1931. | 1948. | 1953. | 1961. | 1971. | 1981. | 1991. | 2001. | 2011. | 2021. |

| broj stanovnika | 867   | 824   | 700   | 769   | 740   | 966   | 911   | 952   | 931   | 893   | 836   | 684   | 577   | 536   | 521   | 494   | 372   |
|                 | 1857. | 1869. | 1880. | 1890. | 1900. | 1910. | 1921. | 1931. | 1948. | 1953. | 1961. | 1971. | 1981. | 1991. | 2001. | 2011. | 2021. |

## Uprava
Načelnik Općine je Ivan Brzić (HDZ). Predsjednik Općinskog vijeća je Mijo Belegić (HDZ). Dan Općine obilježava se 17. travnja.

## Povijest
U Bebrini se nalazi pravoslavni filijalni hram Preobraženja Gospodnjeg koji je srušen u Domovinskom ratu.

## Gospodarstvo
Najvećim dijelom stanovništvo se bavi poljoprivredom, gdje je niz poljoprivrednih obiteljskih gospodarstava.

## Obrazovanje
U naselju Bebrina osnovna je škola "Antun Matija Reljković", a u ostalim su naseljima općine područne škole.

## Šport
- NK BONK Bebrina

## Vanjske poveznice
- www.bebrina.hr
- Osnovna škola "Antun Matija Reljković" Bebrina  Arhivirana inačica izvorne stranice od 25. kolovoza 2019. (Wayback Machine)